# Haplostylus normani
Haplostylus normani är en kräftdjursart som först beskrevs av Georg Ossian Sars 1877.  Haplostylus normani ingår i släktet Haplostylus och familjen Mysidae. Arten har ej påträffats i Sverige. Inga underarter finns listade i Catalogue of Life.